# Callionymus japonicus
 Callionymus japonicus és una espècie de peix de la família dels cal·lionímids i de l'ordre dels cipriniformes que es troba al Japó, Papua Nova Guinea, Indonèsia i nord-oest d'Austràlia.